# Kleine wapendrager
De kleine wapendrager (Clostera anachoreta) is een nachtvlinder uit de familie van de tandvlinders (Notodontidae)

## Beschrijving
De voorvleugellengte bedraagt tussen de 14 en 19 millimeter. De grondkleur van de vleugels is grijs of lichtbruin. Aan de vleugelpunt bevindt zich een donkerbruin veld die doorsneden wordt door een witte dwarslijn. Naast deze vlek bevinden zich nog een of twee zeer donkere vlekjes bij de binnenrand.

## Waardplanten
De kleine wapendrager gebruikt populieren en wilgen als waardplanten. De rups is te vinden van mei tot juli. De soort overwintert als rups.

## Voorkomen
De soort komt verspreid over het Palearctisch gebied voor.
De kleine wapendrager is in Nederland een zeldzame en in België een niet zo gewone soort. De vlinder kent twee generaties die vliegen van begin april tot halverwege september.

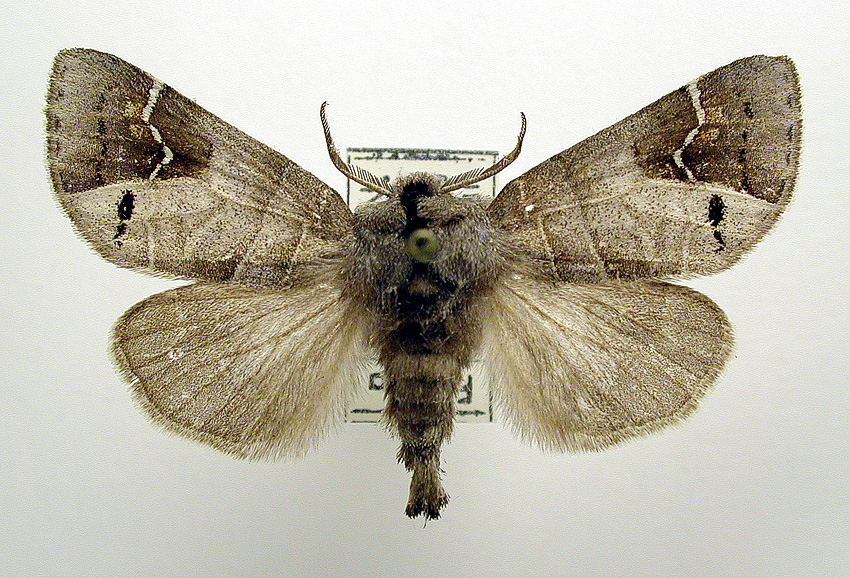
Opgezet exemplaar
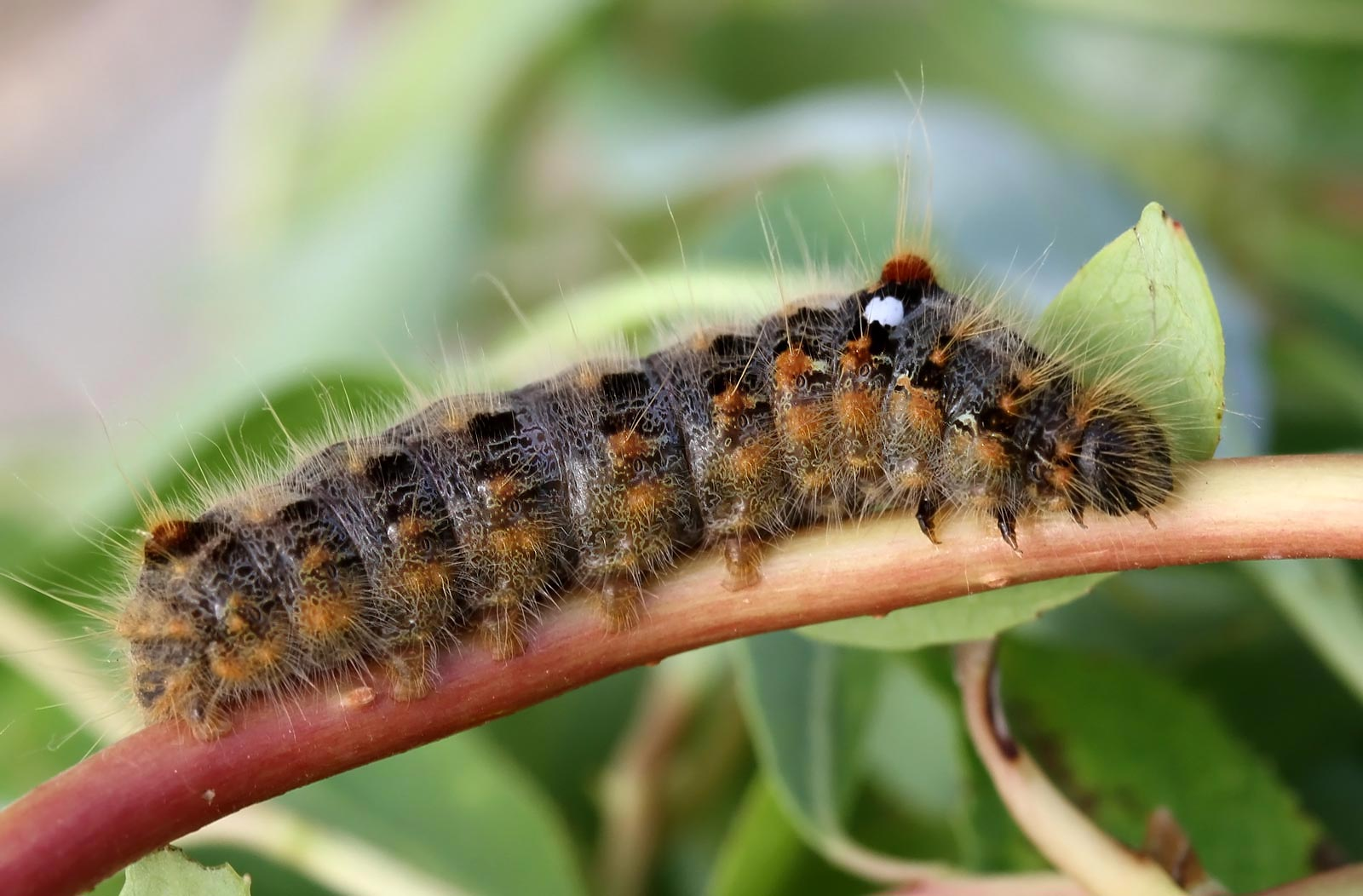
Rups
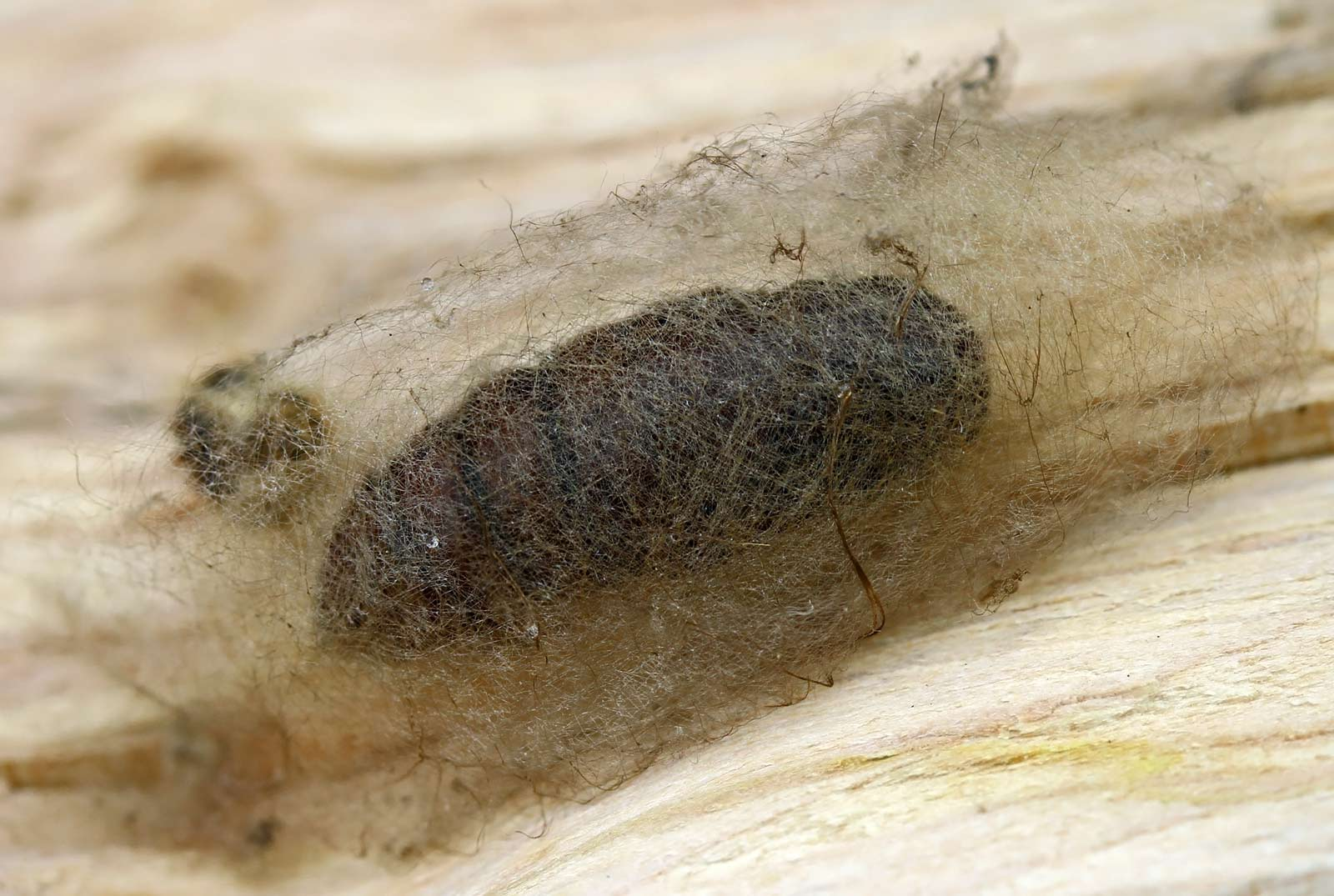
Pop in cocon